# 古代エジプト建築

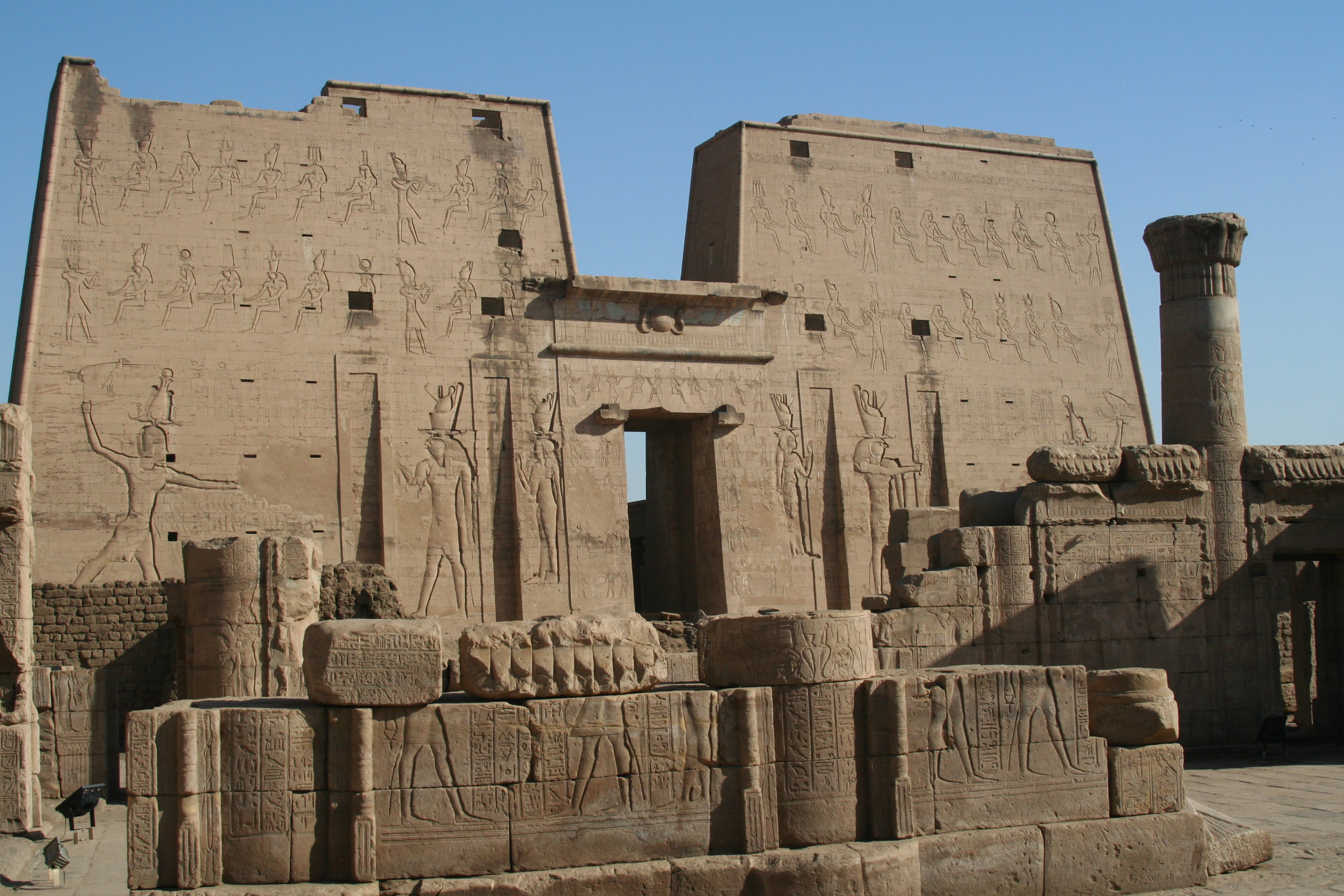
保存状態のよい エドフ神殿はエジプト建築と建築彫刻の一例である。

古代エジプト建築（こだいエジプトけんちく）は、古代エジプトにおける建築である。歴史上最も他の文明に影響を与えた文明である古代エジプトは、ナイル川の川岸に多様な建築物と巨大な記念碑を極めて多数建造した。それらの中で最も巨大で有名なものはギザのピラミッドとギザのスフィンクスである。

## 特徴
乾燥気候のエジプトでは森林が発達せず、木材は不足気味だった。このため、古代エジプトで主に用いられていた建材は 日干しレンガと石の2つであり、石は主として石灰岩が使用されたが、砂岩と花崗岩も相当な量が用いられていた。 エジプト古王国前期から、石は主に墓や神殿専用の建材であり、一方で煉瓦は王宮や要塞、神殿境内や都市を囲う壁、あるいは神殿複合体の中にある補助的な建物を作るために用いられていた。ピラミッドの中核部分は現地で切り出された石、煉瓦、砂利から成っていた。ピラミッドを覆う化粧石は遠隔地から運ばねばならず、主に白い石灰岩はトゥーラから、赤花崗岩は上エジプトから持ち込まれた。

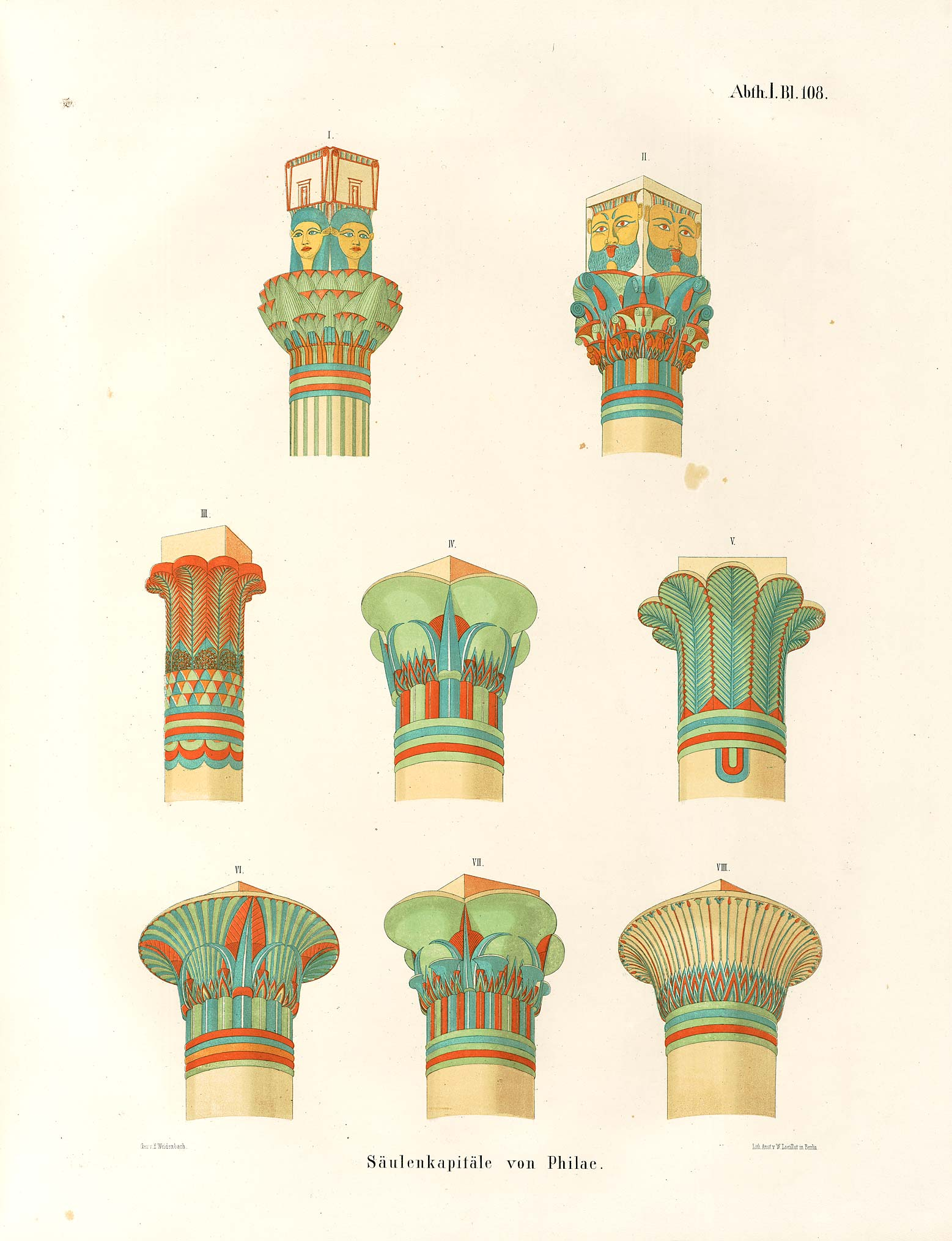
エジプト文明に特有な建築物の柱頭の形に関するスケッチ

古代エジプトにおいて、家は日干しレンガで造られていた。 ナイル川から採取した泥を型に流し込み、適度な硬さになるまで熱い太陽の光に晒して乾かした後、建材に用いた。
多くのエジプト文明の都市はナイル谷の耕作地域にあり、1000年にわたって徐々に隆起してきた川床として恒常的に洪水の被害を受け、あるいは建物の素材であった土レンガが農民に肥料として用いられたために現存していない。それ以外の都市は新たな建物が古代のものの上に築かれているために現在は見ることができない。しかし幸運なことに、エジプトの暑く乾燥した気候のおかげで一部の土レンガの遺構は保存されている。ディール・エル＝メディナの集落やカフンにあるエジプト中王国の街、ブヘンとミルギッサの要塞がその例として挙げられる。また、多数の神殿や墓所がナイル川の洪水の影響を受けない高台に建てられていたり、石で作られていたために現在も残っている。
以上の記述からも示唆されるように、我々の古代エジプト建築に対する理解は、主に宗教的な遺跡 に基づいているものである。厚く傾斜がありほとんど開口部を持たない壁によって特徴づけられる大規模な建造物は、土壁において十分な堅牢性を得るために用いられていた建築法に影響を受けた可能性がある。同様にして、彫刻が施され、平たく設計された石造りの建物の表面装飾は土壁装飾から着想を得たものかもしれない。アーチ構造はエジプト第4王朝の時に発達、普及したが、あらゆる記念碑的建築物にはまぐさ石構造が用いられている。まぐさ石構造とは、外部の壁と狭い間隔に設置された支柱によって支えられた巨大な石のブロックでできた平らな屋根のことである。
建物内は柱と同様に、外壁あるいは内壁はヒエログリフや図示された色とりどりのフレスコ画や彫刻で一杯であった。 エジプトの装飾におけるモチーフの多くは、スカラベや神聖な甲虫、光球、ハゲワシのようにシンボル化されたものである。 その他の一般的なモチーフの例として挙げられるのはヤシの葉やパピルス、スイレンのつぼみや花である。 ヒエログリフ は歴史的な出来事や呪文を記録するため、または装飾的な目的のために彫られた。加えて、これらのフレスコ画や彫刻のおかげで我々は古代エジプト人の生活、身分、戦争、信仰について知ることができる。このことは特に近年古代エジプトの貴人の墓所を発掘する際に顕著に実感される。 
古代エジプトの神殿は至点や分点といった各出来事の瞬間に正確な計測を必要とする天文学的に重要な出来事に基づいて整然と配置されていた。最も重要な神殿における計測は儀式としてファラオ自身が行った。

## ギザのピラミッド群
ギザの共同墓地はエジプトの首都カイロの郊外にあるギザ台地の上にある。この古代の遺構の一群はカイロの中心街から20kmほど南西のナイル川のほとりにあるギザの旧市街から8kmほど砂漠に入ったところにある。この古代エジプトの共同墓地はギザの大ピラミッド、カフラー王のピラミッド、比較的小さめなメンカウラー王のピラミッド、そしてそれらに付随する、王妃のピラミッドとして知られるたくさんの建築物、スフィンクスで構成されている。

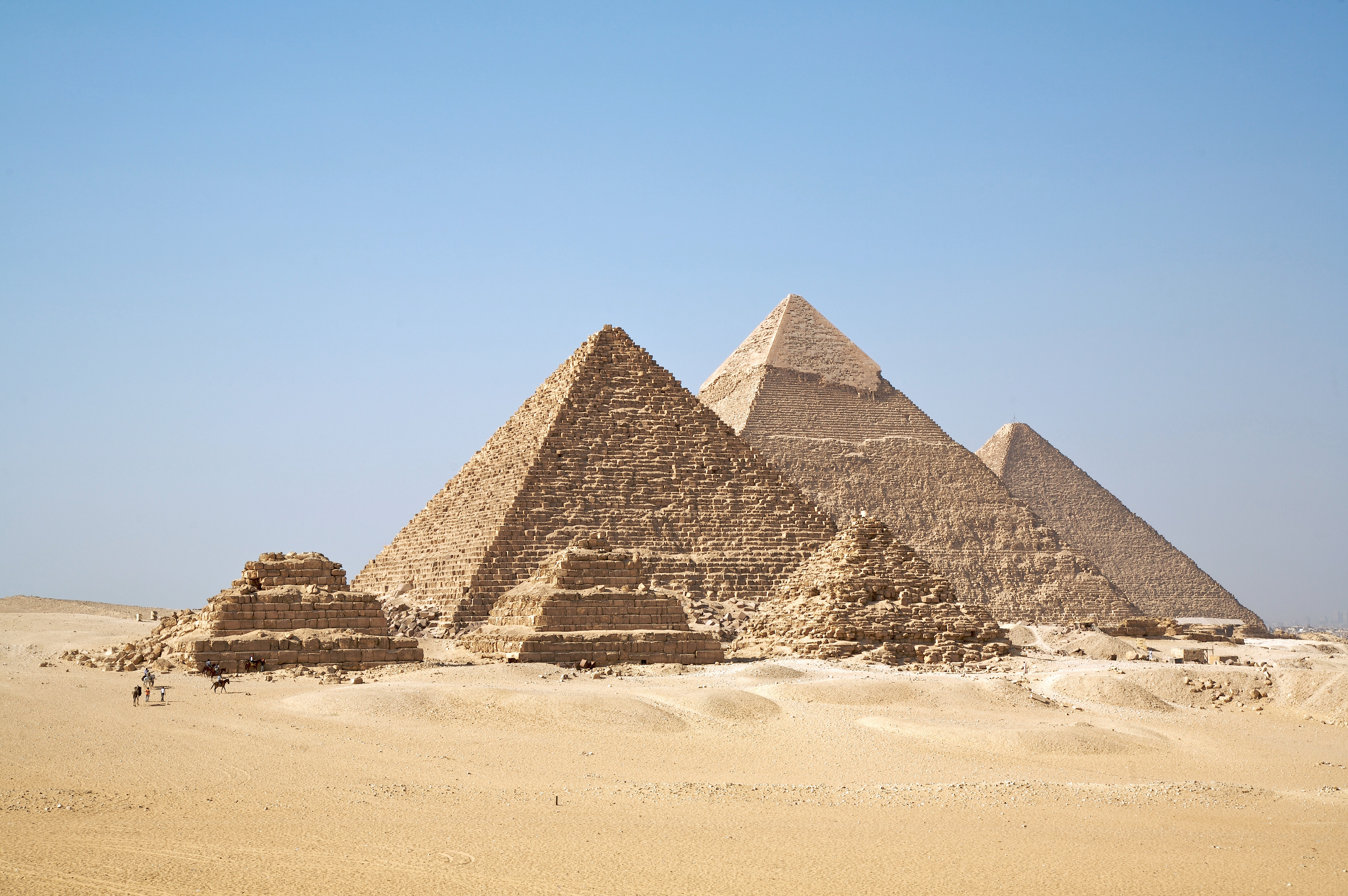
ギザのピラミッド

エジプト第４王朝期に建てられたピラミッドは王への信仰と権威を強調するためのものであった。それらのピラミッドは墓所、そしてファラオの名前を人々の記憶に永遠にとどめておくために建造された。 その大きさと簡素なデザインはエジプトのデザインと大規模なものに対する工学の技術の高さを示している。 紀元前2580年に完成したと言われるギザの大ピラミッドはピラミッドの中で最も古く最も巨大なものであるが、世界の七不思議の中で唯一現存するものでもある。カフラー王のピラミッドはカフラー王の治世末期である紀元前2532年頃にできたとされており、 カフラー王は先祖のピラミッドの隣に自分のピラミッドを建てることに執念を燃やした。彼のピラミッドは彼の父のものほどには高くなかったものの、ピラミッドの基礎を約10m父のものより高い場所に作ったことにより彼のピラミッドの方が高いような印象を与えることができた。ピラミッドを建てるにあたって、カフラーは墓所の守護者として大きなスフィンクスを造らせた。ファラオを想起させる人間の顔にライオンの体というデザインは神性を表す象徴として500年後のギリシャ国家で見られるものである。 スフィンクスは砂岩の巨大なブロックを彫って造られたもので、高さは約20mある。 メンカウラー王のピラミッドは紀元前2490年前後に建てられたものでその高さは３大ピラミッドの中では最も小さい約65mである。
大衆文化の影響で人々はピラミッドの内部は盗掘対策のために多数のトンネルがはりめぐらされており、かなり複雑な構造をしていると信じているが、その認識は実際の事実とは異なる。ピラミッド内の通路は極めて単純なもので、多くは石室に直接通じている。ピラミッドはあまりにも大きかったため、内部に巨万の財宝が眠っているだろうと盗掘者たちを惹きつけてしまい、いくつかのピラミッドは封印されてから比較的早い時期に盗掘の被害を受けている。 時にはピラミッド内に追加のトンネルがあることもあるが、これは建設工事者がどの程度の距離まで地殻を掘って墓所を造ることができるかを把握するためのものである。また、盗掘者たちのせいで、クフ王、カフラー王、メンカウラー王以後の王たちは知られぬまま王家の谷に葬られていると信じられていることがあるが、これはもちろん誤りである。ピラミッド建設は小規模になっただけでその後の多くの王朝で行われていた。最終的にピラミッド建設は盗掘ではなく経済的な原因により止められた。
ピラミッド建設は奴隷たちの労働によってできたと広く考えられている。一部の学者は建設を支えた労働者の多くは農閑期の農夫たちであったと考えている。すなわち、ピラミッド建設とは公共事業だったという考え方である。 いずれにせよ、ピラミッド建設は奴隷労働なしでは成り立たなかった貴族の生活様式を象徴するものである。

## カルナック神殿
カルナック神殿複合体はルクソールから2.5kmほど北に離れたナイル川の河岸にある。主に、アメン大神殿、モントゥの神域、ムトの神域、アメンホテプ4世の神殿(破壊された)という4つの部分で構成されており、それら4ヶ所を取り囲むように建てられた壁の外に、いくつかの小さな神殿と聖域、そしてムトの神域、アメン大神殿、ルクソール神殿を結ぶ羊の頭を持つスフィンクスが立ち並ぶ通りがある。

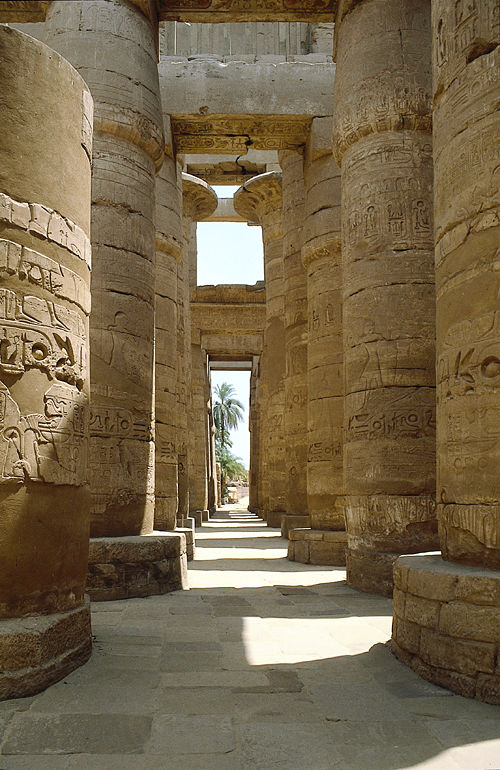
カルナック神殿の多柱式ホール

カルナック神殿とエジプトの他の神殿、遺跡の鍵となる違いは、建造・使用されていた期間の長さの違いである。建築工事は紀元前16世紀に始まった。おおよそ30人のファラオが建造に携わり、他に見られない大きさと複雑さ、多様性をもつ建物となった。カルナック神殿の一つ一つの構成建築物自体はそれほど個性的ではないものの、大きさと構成建築物の数は他を圧倒している。

## ルクソール神殿
ルクソール神殿はナイル川の東岸にあるルクソール(古代にはテーベと呼ばれていた。)の市街の中にある古代エジプトの神殿複合体である。建築工事は紀元前14世紀アメンホテプ3世の治世に始まった。ホルエムヘブとツタンカーメンが支柱と彫像とフリーズを増やし、 アメンホテプ4世は早々に父のカルトゥーシュを消し去ってしまい、 アテンを讃える霊廟を建造した。しかし、もっとも大規模な拡張工事は最初に神殿の工事が始まってから約100年経ったラムセス2世の治世に行われた。

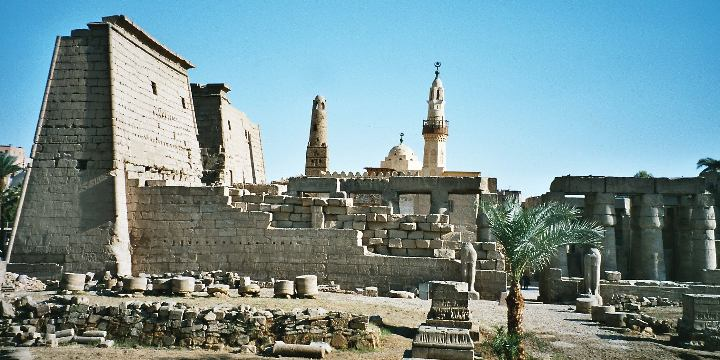
ナイル川の東岸から見たルクソール神殿

ルクソール神殿はラムセス2世が23mの高さの最初の塔門を建てたことにより建造が始まった。塔門はラムセスの軍事的功績(特にカデシュの戦い)を讃える装飾が施されている。のちのファラオたち(特にヌビア朝やエチオピア朝のファラオたち)も彼らの戦績をそこに刻んでいった。この神殿複合体の正門にはもともと6体(うち4体は座っていて2体は立っていた)のラムセスの巨大な彫像が立って脇を飾っていたが、現存しているのはそのうちの2体(どちらも座っているもの)である。現在神殿を訪問するとこれらに加えて25mの高さのピンクの花崗岩でできたオベリスクを見ることができる。このオベリスクは1835年まで一対のものであったが、片方はパリに運ばれ、現在はコンコルド広場に立っている。
塔門は周柱式の中庭につながっているけれども、この中庭もラムセス3世が造ったものだ。この区画と塔門は神殿の残りの部分からすると斜めに建てられているが、これは北西の角にすでに存在した3つの船の霊廟に対応するためのものであったろうと考えられる。周柱式の中庭ができた後、アメンホテプ3世が造った14本のパピルス柱頭の柱が並ぶ100mの廊下が続いている。フリーズはヌト祭の場面を表しており、カルナック神殿の生贄が左上、アメンがルクソールに降臨するところが端に、帰還が反対の端に描かれている。装飾はツタンカーメンによって設置されたが、描かれた少年のファラオの名前はホルエムヘブの名前で上書きされている。
柱廊は周柱式になっているが、柱の中にはアメンホテプの時代に造られたものもある。もっとも保存状態のよいものは東側にあり、もともとの色の痕跡を見ることができる。この中庭の南側には36柱からなる多柱式の中庭があり、神殿の暗い内部屋へと続いている。

## 読書案内
- Arnold, Dieter. The encyclopedia of ancient Egyptian architecture. Cairo: American University in Cairo Press, 2003.
- Fletcher, Banister; Cruickshank, Dan, Sir Banister Fletcher's a History of Architecture, Architectural Press, 20th edition, 1996 (first published 1896). ISBN 0-7506-2267-9. Cf. Part One, Chapter 3.
- Hill, Marsha (2007). Gifts for the gods: images from Egyptian temples. New York: The Metropolitan Museum of Art. ISBN 9781588392312